# La Clé à molette
La Clef à molette (La chiave a stella) est un roman de l'écrivain italien Primo Levi de 1978, qui a fait obtenir à son auteur le Prix Strega en 1979.
Traduit en français par Roland Stragliati.